# Kap Verdes fodboldlandshold
Kap Verdes fodboldlandshold repræsenterer Kap Verde i fodboldturneringer og kontrolleres af Kap Verdes fodboldforbund.